# Sitora Farmonova
Sitora Farmonova (Ouzbek : Sitora Farmonova, Ситора Фармонова ; Russe : Ситора Фарманова) est une actrice, chanteuse et comédienne ouzbèke. Elle s'est fait connaître dans l'industrie cinématographique ouzbèke grâce à ses rôles dans plusieurs comédies ouzbèkes, telles que Xavfli burilish (A Dangerous Turn) (2004), Mening akam boʻydoq ! (Mon frère est célibataire !) (2011), et Endi dadam boʻydoq ? (Maintenant mon père est célibataire ?) (2013). Farmonova est également connue pour avoir joué dans le film Baikonur réalisé par Veit Helmer en 2011. Elle est la première actrice ouzbèke à jouer dans un film produit par un cinéaste allemand.
Farmonova a également entamé une carrière de chanteuse à succès. Elle s'est fait connaître en Ouzbékistan avec son premier single "Bahor-kuz" ("Printemps-automne"). La chanson a reçu des critiques positives de la part des fans et des critiques lors de sa sortie.
Depuis 2015, Farmonova participe à KVN, une émission et un concours de télévision humoristique russe, en tant que membre de l'équipe Азия Микс (Asia MIX), basée à Bichkek. En juillet 2016, Farmonova a essuyé des critiques pour s'être "moquée du peuple ouzbek" pendant l'un des épisodes de l'émission. Cela a conduit à la suspension de la licence de Farmonova par Uzbeknavo [uz], l'agence gouvernementale ouzbèke qui délivre les licences aux artistes-interprètes.